# Manual del perfecto idiota latinoamericano
Manual del perfecto idiota latinoamericano es un ensayo de Plinio Apuleyo Mendoza, Carlos Alberto Montaner y Álvaro Vargas Llosa publicado en 1996. En esta obra los autores analizan de una forma un tanto satírica la historia de América Latina y el modo de pensar de las élites políticas e intelectuales latinoamericanas. El mismo año se publicó una edición para el público de España con el título Manual del perfecto idiota latinoamericano... y español que incluye un capítulo adicional y un prólogo diferente.

## Contenido
El "Manual" defiende, desde posturas liberales, que parte importante de los sectores políticos e intelectuales estarían anclados en una mentalidad tercermundista, nacionalista cuando no socialista, que los lleva a un constante victimismo "patriótico" que presenta al mundo occidental y al capitalismo como el principal culpable de los males de los países pobres, y que estos estadistas e intelectuales (los "idiotas" según el libro) al ubicarse en una posición de influencia social abonan el terreno para el populismo y el estancamiento en el subdesarrollo de los países latinoamericanos. El "idiota" - según plantean los autores - no ve que el problema latinoamericano es la propia estructura vampirizante del Estado, y cree poder alcanzar el bienestar repitiendo siempre el mismo proceso que acaba irremediablemente empobreciendo la sociedad: acrecentando el Estado y entregándole el poder a un caudillo. Como ejemplos emblemáticos de esta mentalidad el libro señala el peronismo de Argentina y al régimen cubano (el "castrismo").
El libro, que consta de 13 capítulos, está prologado por Mario Vargas Llosa, y además es presentado por sus tres autores como la antítesis al libro Las venas abiertas de América Latina publicado en 1971 por Eduardo Galeano, un icono de la izquierda latinoamericana. Los autores del Manual llaman a redirigir el rumbo de América Latina por la vía del liberalismo tanto en el plano civil como en el plano económico. Mendoza, Montaner y Vargas Llosa hijo publicaron en 2007 una continuación del libro titulada El regreso del idiota.

## Críticas
Favorables

La obra es, en síntesis, una cantera de antecedentes, argumentos, datos y referencias que conducen inequívocamente a la misma conclusión a que, en buenas cuentas, ha llegado 'todo el mundo', por decirlo de alguna manera hiperbólica, siguiendo la tónica de este 'Manual'.
El mérito está en la sistematizada aproximación a cada uno de los temas inspiradores del discurso del 'perfecto idiota latinoamericano'; y en la discusión metódica de los fundamentos del mismo, con el ulterior propósito de desvirtuarlos, que resulta objetivamente bien logrado".
Hermógenes Pérez de Arce Ibieta (abogado pinochetista, economista y periodista chileno.)

Desfavorables

un catálogo de trivialidades, mentiras y falacias sobre las causas del subdesarrollo en nuestros países y que, según el incisivo análisis de estos autores, obedece a la enfermiza afición de los latinoamericanos al estatismo y al caudillismo. (...) un engendro, prologado por Mario Vargas Llosa, que demuestra irrefutablemente que la derecha es incapaz de producir ideas y que su discurso no logra trascender el plano de las ocurrencias, el grado más elemental y primario de la intelección.
Atilio Borón (politólogo socialista y sociólogo argentino)